# Echinogorgia aurantiaca
Echinogorgia aurantiaca är en korallart som först beskrevs av Achille Valenciennes 1855.  Echinogorgia aurantiaca ingår i släktet Echinogorgia och familjen Plexauridae. Inga underarter finns listade i Catalogue of Life.